# Frikativ konsonant
Frikativer (latin fricō 'gnide') eller spiranter (latin spīrō 'ånde'), på dansk hæmmelyd, er konsonanter, der dannes ved, at taleorganerne lukkes halvt og dermed fremkalder en gnidning (i modsætning til klusiler, hvor taleorganerne lukkes helt).
Eksempler på hæmmelyd er:
- [f] (som i dansk finger)
- [v] (som i dansk vand)
- [θ] (som i engelsk thing)
- [ð] (som i engelsk that)
- [χ] (som i tysk lachen, spansk hijo)
- [ʁ] (som i tysk reden, spansk trigo)
- [ç] (som i tysk lächeln og affekteret dansk rigt).
- [ʝ] (som i tysk Jahr og affekteret dansk jord).

| Sprog | Spire Denne artikel om sprog er en spire som bør udbygges. Du er velkommen til at hjælpe Wikipedia ved at udvide den. |